# Athamas whitmeei
Athamas whitmeei là một loài nhện trong họ Salticidae.
Loài này thuộc chi Athamas. Athamas whitmeei được Octavius Pickard-Cambridge miêu tả năm 1877.